# Juicio-farsa de la Curia de Cracovia
El juicio-farsa (o farsa judicial) de la Curia de Cracovia fue un juicio público a cuatro sacerdotes católicos (miembros de la Curia arzobispal de Cracovia) y a tres personas laicas en que fueron acusados por las autoridades comunistas de la República Popular de Polonia de subversión y espionaje para los Estados Unidos. Este juicio, uno de los tantos juicios fraudulentos que siguieron el modelo soviético, tuvo lugar desde el 21 hasta el 26 de enero de 1953 ante el Tribunal militar de distrito de Cracovia, ubicado en un salón para eventos públicos de la planta Szadkowski.
El tribunal, que estaba presidido por Mieczyslaw Widaj siendo este uno de los jueces de la línea dura del estalinismo, anunció su fallo el 27 de enero de 1953 y en él condenaba a muerte a los sacerdotes Józef Lelito, Michal Kowalik y Edward Chachlica. Sin embargo, y a pesar de que los sacerdotes fueron despojados de todos sus derechos civiles y constitucionales, sus penas de muerte no fueron finalmente ejecutadas. El resto de acusados fueron sentenciados a penas de cárcel desde los seis años hasta la cadena perpetua (caso del sacerdote Franciszek Szymonek). Las temidas sentencias emanadas del tribunal fueron refrendadas en el plano político por la Resolución del Sindicato de Escritores de Polonia del 8 de febrero de 1953, que fue firmada por una gran cantidad de sus miembros. A este juicio le siguieron otros tantos similares.

## Represión estalinista contra la Iglesia católica
La guerra contra la religión en la que tan solo en el año 1950 fueron encarcelados un total de 123 sacerdotes católicos fue responsabilidad del Ministerio de Seguridad Pública (Ministerstwo Bezpieczeństwa Publicznego) de Polonia y concretamente de su conocido Departamento V creado en julio de 1946 con este fin en particular. Desde los últimos años de la década de 1940, el Departamento V estuvo dirigido por la interrogadora Julia Brystiger (de soltera Prajs) que personalmente dirigió la operación de arresto del Primado de Polonia, cardenal Stefan Wyszyński. Este departamento se especializó en la persecución y tortura de personalidades religiosas del país. Brystygier, nacida en el seno de una familia judía en Stryj (hoy día en Ucrania), dedicó su carrera a combatir todas las formas de religión. Apodada Luna la Sangrienta por sus víctimas de tortura, Brystygier fue además responsable del arresto de 2 000 Testigos de Jehová por sus creencias religiosas.
El juicio contra la Curia de Cracovia fue el desencadenante de una oleada posterior de actos represivos contra la Iglesia. Poco tiempo después, el 9 de febrero de 1953, el gobierno comunista polaco aprobó el Decreto sobre el nombramiento de cargos eclesiásticos por el que asumía todo el control sobre la forma en que los cargos de la Iglesia eran ocupados. Un mes después, el 8 de marzo, las autoridades gubernamentales censuraron el semanario católico Tygodnik Powszechny en represalia por el presunto rechazo de la publicación a incluir un panegírico que conmemorara la muerte de Iósit Stalin. Fue la Asociación-PAX, una agrupación católica progubernamental, la que se hizo cargo de esta revista hasta octubre de 1956. Finalmente, el 14 de septiembre de este mismo año, el aparato comunista juzgó en un proceso judicial separado al obispo Czeslaw Kaczmarerk, a lo que siguió una serie de los llamados juicios a disidentes contra varios “delatores” que fueron sentenciados de media a penas de entre los doce y los quince años. Kaczmarek, torturado durante su custodia para que firmara una confesión en que admitía su culpa, fue sentenciado a doce años de cárcel el 22 de septiembre. El 25 de septiembre, el cardenal Stefan Wyszynski fue arrestado. Tres días después, la Conferencia Episcopal de Polonia y tras mucha intimidación hizo público su rechazo a los actos de sabotaje que atentaran contra el Estado. Por su parte, la Oficina del Consejo de Ministros (Urząd Rady Ministrów) organizó un evento el 17 de diciembre en que daba la bienvenida a los obispos, obispos sufragáneos y administradores diocesanos aprobados por el gobierno.

### Losjuicios a disidentes
El gobierno comunista de Polonia promovió una serie de juicios políticos llamados juicios a disidentes contra todas aquellas personas relacionadas con el Consejo Político (Rada Polityczna) en el exilio en Europa Occidental. El Consejo Político estaba formado por miembros del Partido Nacional (Stronnictwo Narodowe), activos durante la Segunda Guerra Mundial. Todos los arrestados fueron acusados de espionaje y sentenciados a largas penas de prisión. Józef Fudali, sacerdote católico que mantuvo correspondencia con el ex partisano de la Organización Militar Nacional (Narodowa Organizacja Wojskowa) Jan Szponder, fue condenado por un tribunal a trece años de cárcel el 13 de mayo de 1953. Dos años después murió en prisión en circunstancias desconocidas, probablemente el 30 de enero de 1955. Helena Budziaszek fue condenada a quince años. Adam Kowalik a diez, mientras que su esposa Stanisława (hermana de Jan Szponder) lo fue a cinco. Irena Haber, a doce años. Piotr Kamieniarz, a quince años, y sus hijos Andrzej y Jósef a doce. Władysław Meus y Tadeusz Mirota lo fueron a doce, y Mieczysław Steczko a quince.
Todos los juicios recibieron una gran cobertura mediática con partes radiofónicos diarios y artículos en periódicos nacionales escritos por prominentes escritores, entre los que cabe destacar la defensa a toda página de Mrożek de la sentencia de uno de los juicios. En dicho artículo Mrożek comparaba a los sacerdotes condenados a la pena capital con los miembros, para él degenerados, de las Schutzstaffel o el Ku Klux Klan. Debido a la destrucción de Varsovia durante la guerra, una gran cantidad de escritores polacos se instalaron en Cracovia durante estos años.

## Resolución del Sindicato de Escritores de Polonia
El Sindicato de Escritores de Polonia se reunió el 8 de febrero de 1953 en Cracovia. En dicho encuentro emitieron una declaración condenatoria al respecto del juicio a la Curia que fue firmada por cincuenta y tres miembros, algunos de los cuales llegarían a ser importantes figuras de los círculos literarios del país, además de receptores de premios y distinciones oficiales.
| Resolución del Sindicato de Escritores de Polonia en Cracovia al respecto del juicio de Cracovia En estos últimos días se está desarrollando un juicio en Cracovia de un grupo de espías americanos asociados con la Curia metropolitana de Cracovia. Nosotros, como miembros de la delegación de Cracovia del Sindicato de Escritores de Polonia reunidos a 8 de febrero de 1953, expresamos nuestra más absoluta condena a aquellos traidores a la Patria, que utilizaron su posición e influencia religiosa para embaucar a los jóvenes agrupados en torno a la Asociación de Jóvenes Católicos[Katolickie Stowarzyszenie Mlodziezy], y que actuaron con mezquindad hacia la nación y país de nuestro pueblo –y se involucraron en actos de espionaje y subversión- por dinero americano. Nosotros condenamos a aquellos dirigentes de la jerarquía de la Iglesia católica que ampararon maquinaciones antipolacas, dieron su apoyo a los traidores, y persistieron en destruir nuestros monumentos culturales. Por estas razones, nosotros nos comprometemos en nuestro trabajo creativo a afrontar con la mayor agresividad, vehemencia y profundidad posibles los actuales problemas en nuestra lucha por el Socialismo. | Rezolucja Związku Literatów Polskich w Krakowie w sprawie procesu krakowskiego W ostatnich dniach toczył się w Krakowie proces grupy szpiegów amerykańskich powiązanych z krakowską Kurią Metropolitarną. My zebrani w dniu 8 lutego 1953 r. członkowie krakowskiego Oddziału Związku Literatów Polskich wyrażamy bezwzględne potępienie dla zdrajców Ojczyzny, którzy wykorzystując swe duchowe stanowiska i wpływ na część młodzieży skupionej w KSM działali wrogo wobec narodu i państwa ludowego, uprawiali – za amerykańskie pieniądze – szpiegostwo i dywersję. Potępiamy tych dostojników z wyższej hierarchii kościelnej, którzy sprzyjali knowaniom antypolskim i okazywali zdrajcom pomoc, oraz niszczyli cenne zabytki kulturalne. Wobec tych faktów zobowiązujemy się w twórczości swojej jeszcze bardziej bojowo i wnikliwiej niż dotychczas podejmować aktualne problemy walki o socjalizm i ostrzej. |

La Resolución del Sindicato de Escritores de Polonia en Cracovia del 8 de febrero de 1953 fue firmada por los siguientes miembros: 
Karol Bunsch, Jan Błoński, Władysław Dobrowolski, Kornel Filipowicz (futuro marido de Szymborska), Andrzej Kijowski (en 2008 el presidente Lech Kaczyński le otorgó la Orden Polonia Restituta), Jalu Kurek, Władysław Machejek, W. Maciąg, Sławomir Mrożek, Tadeusz Nowak, Julian Przyboś, Tadeusz Śliwiak, Maciej Słomczyński (más conocido como Joe Alex), Wisława Szymborska, Olgierd Terlecki, H. Vogler, Adam Włodek (primer marido de Szymborska), K. Barnaś, Wł. Błachut, J. Bober, Wł. Bodnicki, A. Brosz, B. Brzeziński, B. M. Długoszewski, Ludwik Flaszen, J. A. Frasik, Z. Groń, Leszek Herdegen, B. Husarski, J. Janowski, J. Jaźwiec, R. Kłyś, W. Krzemiński, J. Kurczab, T, Kwiatkowski, J. Lowell, J. Łabuz, H. Markiewicz, Bruno Miecugow, Hanna Mortkowicz-Olczakowa, Stefan Otwinowski, A. Polewka, M. Promiński, E. Rączkowski, E. Sicińska, St. Skoneczny, Anna Świrszczyńska, K. Szpalski, Jan Wiktor, Jerzy Zagórski, Marian Załucki, Witold Zechenter, A. Zuzmierowski, y K. Żejmo.
El juicio-farsa a la Curia de Cracovia fue el punto culminante tanto de la ofensiva anticlerical del estalinismo como de los ataques dirigidos desde el Ministerio de Seguridad Pública contra los círculos de exiliados polacos. En diciembre de 1952, las fuerzas de seguridad del país habían llevado a término dos actuaciones policiales: una contra lo que quedaba del movimiento clandestino anticomunista (Operación “Cezary”) y la otra contra los oponentes políticos internos (Operación “Ośrodek”).

## Lecturas recomendadas
- Wojciech Czuchnowski, Blizna. Proces kurii krakowskiej 1953,. Wydawnictwo: Znak, 2003 (de la editorial). ISBN 83-240-0271-5. (en polaco)
- Andrzej Grajewski, "Duchowni i SB." Portal "Wiara.pl", 2006-02-17. (en polaco)